# Xenix (Kino)
Das Xenix ist ein Programmkino und eine Bar im Zürcher Kreis 4. Geführt wird es vom Filmclub Xenix und getragen vom Verein Kino Xenix. Das Lichtspieltheater zeigt monatlich wechselnde Programmreihen, die sich jeweils einem spezifischen Thema widmen. Entstanden ist der Filmclub im Kontext der Jugendunruhen in Zürich Anfang der 1980er Jahre. Obwohl sich die politische und kulturelle Situation im Laufe der Jahre geändert hat, bleibt das Xenix dem Gedanken des Freiraums für verschiedene Lebensweisen und Kulturen treu.

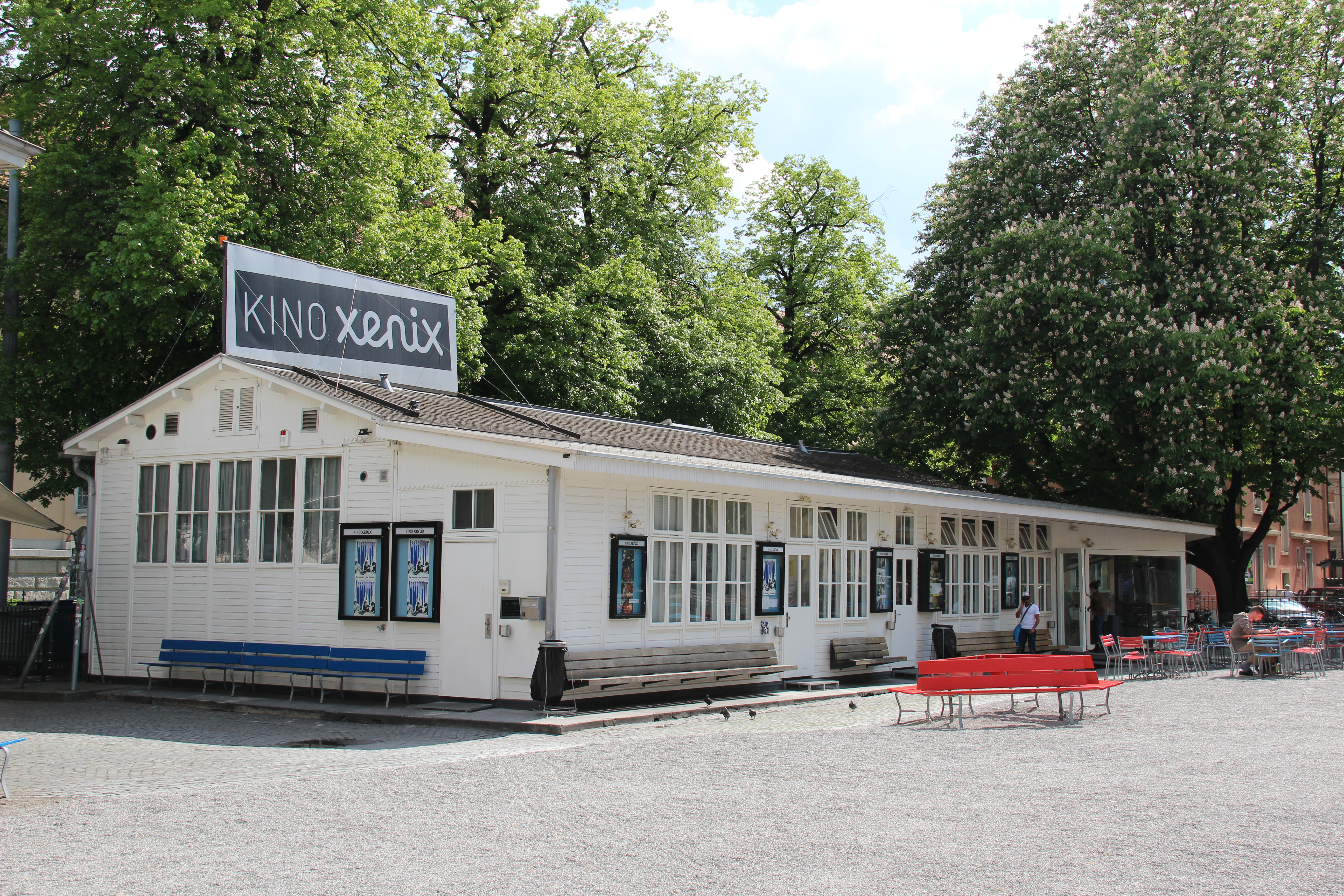
Die ehemalige Schulbaracke, in der heute das Xenix – Kino und Bar – untergebracht sind

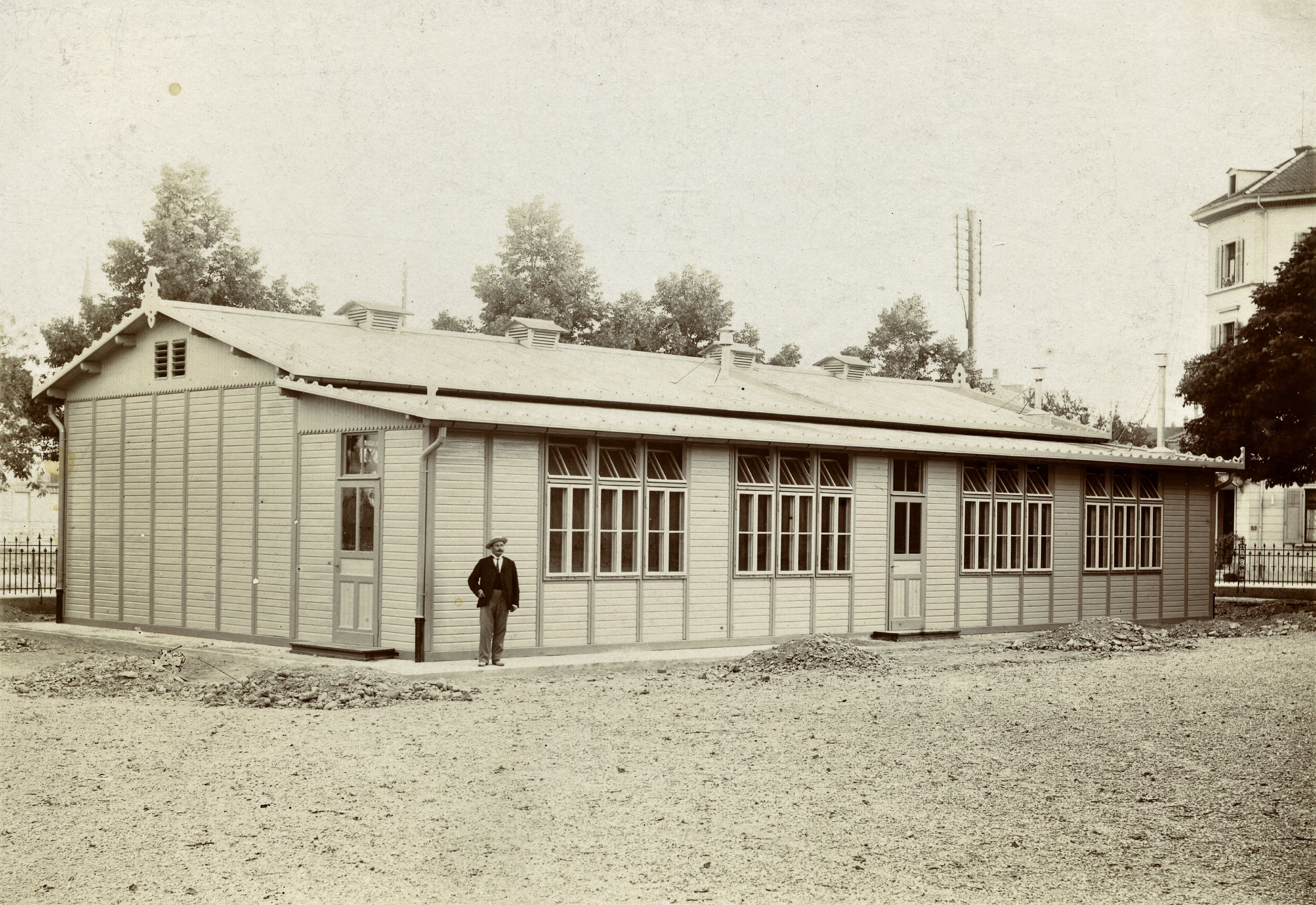
Pavillon des Architekten Friedrich Fissler, 1904

## Kino
Das Xenix ist ein Programmkino, das mit seinen Programmen und Aktivitäten rund um den Film kritisch zu politischen, gesellschaftlichen und kulturellen Themen Stellung bezieht. Pro Jahr werden 11 Programme gezeigt. Die monatlich wechselnden Schwerpunkte können thematischer, geografischer, sozialer oder politischer Art sein oder sich als Retrospektive ganz dem Werk von bestimmten Filmschaffenden widmen und schenken der Arbeit von unabhängigen Filmemachern und dem Filmschaffen verschiedener (Sub-)Kulturen besondere Beachtung. Die Filme werden wenn immer möglich im Originalformat und in Originalversion mit Untertiteln gezeigt. Das Kino Xenix versteht sich auch als Ort der Wissensvermittlung. So werden immer wieder Gäste für Vorträge und Lesungen eingeladen, der Austausch mit dem Publikum wird gefördert und das ausführliche Programmheft enthält jeweils einen einführenden Text zu den Programmthemen. 

Zuschauer beim Xenix Openair Kino im Juli / August

Zu den Fixpunkten im Jahresprogramm gehören
- Freiluftkino: Während der offiziellen Schulferien (Juli und August) findet auf dem Kiesplatz vor der Kinobaracke das Openair-Kino statt.
- Nocturne: Seit Frühling 1982 – das Kino befand sich damals noch am Tessinerplatz – zeigt das Xenix am Wochenende Spätvorstellungen ab 23.30 Uhr.
- Weihnachts-Openair: Am 24. Dezember 1998 wurde mit dem Weihnachts-Openair eine weitere Tradition eingeführt.
- Kinderkino: Seit Januar 2000 gehört der Mittwochnachmittag den Kindern. Am schulfreien Nachmittag zeigt das Xenix jeden Monat einen Klassiker, der speziell auf das junge Publikum ausgerichtet ist.
- Dokumentarfilm: Seit Januar 1999 werden jeden Sonntag Dokumentarfilme gezeigt. Jeweils um 12 Uhr ist ein monatlich wechselnder, aktueller "Dokfilm am Sonntag" im Xenix zu sehen.

## Bar

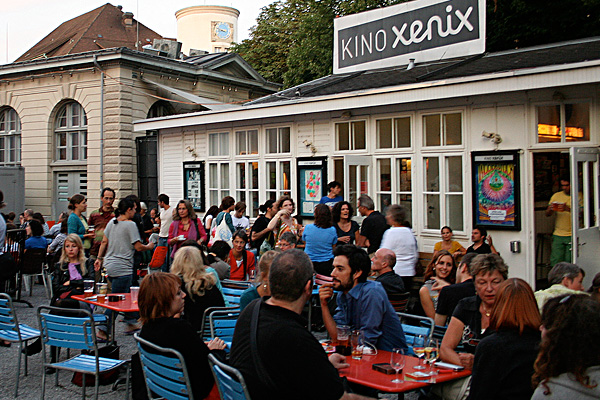
Der Kiesplatz vor der Baracke ist im Sommer ein beliebter Treffpunkt in Zürich

Die Xenix-Bar, die im selben Gebäude wie das Kino untergebracht ist, versteht sich als sozialer Quartiertreffpunkt. Besonders im Sommer, wenn eine zweite Aussenbar und ein Essensstand aufgebaut werden, ist der Kiesplatz auf dem Kanzleiareal ein beliebter Tummelplatz in Zürich. Zu einem belebten, gemeinschaftlichen Quartierleben tragen auch die vielen Veranstaltungen bei, die zu den Fixpunkten im Veranstaltungskalender gehören. So beispielsweise ein grosses Jubiläumsfest, das alle fünf Jahre durchgeführt wird. Während der Fussballweltmeisterschaften werden die Spiele live in einem Zelt vor der Baracke gezeigt. Den Abschluss der Sommersaison bildet traditionsgemäss ein Pétanque-Turnier.

## Geschichte
Das Kino Xenix geht zurück auf ein Projekt des Autonomen Jugendzentrums Zürich (AJZ). Eine Gruppe von filmbegeisterten Jugendlichen gründete 1980 unter dem Namen „AJZ-Kino“ einen Filmclub mit dem Ziel, politisch und sozial relevantes Kino zu zeigen. Die Gruppe besaß damals lediglich einen 16-mm- und einen Super-8-Projektor. Als ersten Film zeigte das AJZ Je Ka Mi von Roman Holenstein. Obwohl das Jugendzentrum noch im selben Jahr geschlossen wurde, zeigte man als „Mobiles AJZ-Kino“ weiterhin Filme an wechselnden Vorführungsstellen, so beispielsweise im Volkshaus, im Kasino Aussersihl und im Theater am Neumarkt.

### Wanderjahre
Die „Wanderjahre“ nahmen 1982 ein Ende, als der Filmclub für rund 8 Monate in einem besetzten Haus am Tessinerplatz (Lavaterstrasse 9) in Zürich gastierte. In dieser Zeit wurde das AJZ-Kino – in Anlehnung an das autonome Amsterdamer Kleinkino Xinema Xinix und aufgrund des ironischen Wortspiels – auf den Namen Xenix getauft („Xenix = gseh nix“, heisst Schweizerdeutsch: „Ich sehe nichts“). Als das Haus am Tessinerplatz abgerissen wurde, fand das Xenix in der Zeit von Januar 1983 bis Ende 1983 Obdach im Sexkino Walche. Der Zürcher Pornokino-Pionier Edi Stöckli stellte sowohl den Raum als auch einen Operateur zur Verfügung. Zusammen mit weiteren kulturellen Veranstaltern organisierte der Filmclub unter dem Namen „Houdini“ im Kino Walche Filmabende, Theater und Konzerte. Als die Besitzer des Gebäudes eine Trägerschaft für den neuen Betrieb forderten und die Stadt Zürich nicht als Subventions- und Patronatsträger gewonnen werden konnte, standen die Xenix-Kinomacher Ende 1983 erneut vor dem Problem, keine feste Spielstätte zu haben.

### Kanzleiareal

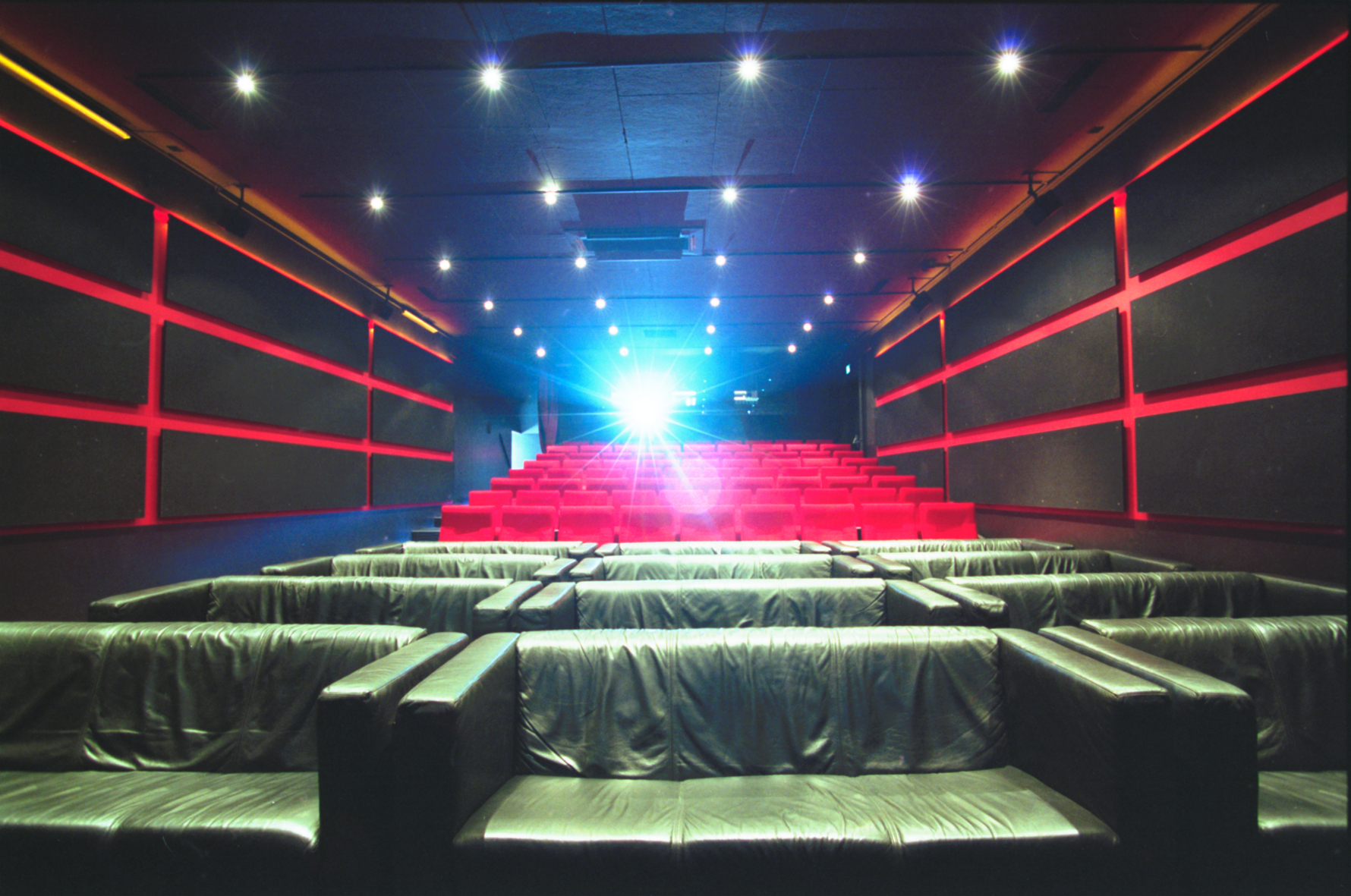
Der Kinosaal des Xenix mit 111 Plätzen

An seinem heutigen Standort, der ehemaligen Schulbaracke auf dem Areal des Kanzleischulhauses, befindet sich das Xenix seit dem 21. September 1984. Hier entwickelte sich aus dem leidenschaftlichen und ehrenamtlichen Engagement von filmbegeisterten Jugendlichen aus der politischen Jugendbewegung der 80er Jahre ein professionell geführter Betrieb, der in der Stadt Zürich zu einer wichtigen kulturellen Institution für nichtkommerzielles Kino geworden ist. Der Grundidee, einen Freiraum für die Auseinandersetzung mit gesellschaftspolitisch relevanten Themen zu schaffen, ist das Xenix stets treu geblieben. Als Beispiel könnte man das Frauenkino Xenia anführen. Von April 1988 bis 2000 waren Kino und Bar jeden Donnerstag nur für Frauen zugänglich. Xenia hatte das Ziel, „Filme zur lesbischen Realität, Porträtfilme, Dokumentarfilme, Spielfilme – lustige, ernste, traurige, witzige, anspruchsvolle, vergnügsame, ermutigende Filme, vor allem von und über Frauen“ zu zeigen. Weiter kann man die Mithilfe des Xenix am Wiederaufbau eines Kinos im zerbombten Sarajevo (1994/95) oder das mobile Open-Air Kino in Senegal (1994) als Beispiele für das politische und soziale Engagements des Xenix nennen.
Die Holzbaracke, in der Bar und Kino untergebracht sind, steht bereits seit 1904 und wurde 2007 mit einem Anbau um rund einen Drittel vergrössert. Der Kinosaal hat 111 Plätze, darunter noch immer 12 Sofas, die an die Anfangszeiten des AJZ-Kinos („Sofakino“) erinnern. Bis zum Umbau arbeiteten die Operateure mit zwei Bauer Projektoren (B-12 und B-11). Die B-11 ist noch immer als Open-Air Projektor im Einsatz. Seit 2007 führt das Xenix mit zwei ca. 40-jährigen Philipps-Projektoren (FP 20) vor, die man praktisch ungebraucht von einem Internat bei Versailles übernommen hat. Als weitere Abspielgeräte verfügt das Kino über  einen Digi-Beta Player (J-3), einen DV-Cam Player, Blu-Ray/DVD Player und einen Mac-Mini. 2012 wurde das Kino digital aufgerüstet: Eine DCP-Anlage mit Barco Projektor und Dolby-Server wurden installiert. Die 5.1 Tonanlage besteht aus einem Dolby-Prozessor CP 650 mit Analog und Digitalton. Zudem findet man im Xenix auch die heute relativ raren 16-mm- und Super-8-Projektoren. Diese Infrastruktur kann – samt Personal – auch von externen Veranstaltern gemietet werden.
Kino und Barbetrieb beschäftigen rund 40 Mitarbeiter mit 1300 Stellenprozent.

## Xenix Filmdistribution
1996 wurde die Xenix Filmdistribution gegründet, die aus den Aktivitäten des Filmclubs Xenix heraus entstanden ist, heute aber als selbständige Firma ohne direkten Bezug zum Kino operiert.